# Don Sugarcane Harris
Don Francis Bowman „Sugarcane“ Harris (* 19. Juni 1938 in Pasadena, Kalifornien; † 30. November 1999 in Los Angeles) war ein US-amerikanischer Violinist und Gitarrist. Als Violinist nahm er Anfang der 1970er Jahre im Fusionjazz eine führende Stellung ein, spielte aber auch Jazz, Blues und Rock.

## Leben
Harris war kreolisch-indianisch-afroamerikanischer Abstammung und wuchs in Pasadena auf. Er erhielt klassischen Geigenunterricht. In den 1950er Jahren spielte er als Gitarrist mit seinem Jugendfreund Dewey Terry in der Gruppe „The Squires“, die verschiedene Singles veröffentlichte. Von 1957 bis etwa 1967 bildeten er und Terry das Duo „Don and Dewey“, das auf dem Label Specialty Records einige Singles herausbrachte, die 1974 zu einem Album zusammengestellt wurden. Harris und Terry waren Ko-Autoren der frühen Rock-and-Roll-Klassiker Justine, Farmer John, Leaving It All Up to You und Big Boy Pete. Diese Stücke wurden mit anderen Interpreten wie den Righteous Brothers zu Hits. Als der Erfolg für Don and Dewey ausblieb, trennte sich das Duo.
Harris wandte sich danach der elektrisch verstärkten Violine zu. Ab Ende der 1960er Jahre war er als Gastmusiker bei John Mayall and the Bluesbreakers, Little Richard, John Lee Hooker und Johnny Otis zu hören. Für Frank Zappa und The Mothers of Invention wirkte er an den Aufnahmen zu den Alben Hot Rats, Burnt Weeny Sandwich, Weasels Ripped My Flesh, Chunga’s Revenge, Apostrophe (’) und The Lost Episodes mit. Harris gehörte außerdem zwei Besetzungen der zappaschen Hot-Rats-Liveband an. Zappa hielt die Don-and-Dewey-Single Soul Motion für eine der besten Rhythm-and-Blues-Platten aller Zeiten.
Mit dem Schlagzeuger Paul Lagos und den Gitarristen Harvey Mandel und Randy Resnick spielte er Anfang der 1970er Jahre in der Gruppe „Pure Food and Drug Act“ zusammen, die 1972 das Album Choice Cuts herausbrachte.
1971 wurde Harris von Joachim-Ernst Berendt zum „New Violin Summit“ eingeladen, das am 7. November während der Berliner Jazztage stattfand; an diesem Geiger-Gipfeltreffen, dessen Aufnahmen größtenteils von dem Plattenlabel MPS als gleichnamiges Album veröffentlicht wurden, nahmen auch Jean-Luc Ponty, Michal Urbaniak und der Sinto Nipso Brantner teil. Harris’ vorhergehender Jazztage-Auftritt am 5. November mit der Sugar Cane Harris Group unter Beteiligung von Volker Kriegel und Wolfgang Dauner wurde ebenfalls von MPS unter dem Titel Sugar Cane's Got the Blues veröffentlicht. Die darauf zu findende eindringliche Version von Horace Silvers Song for My Father stammt allerdings aus dem Mitschnitt des Summit-Auftritts. Bei der mit Berendt zusammenarbeitenden Plattenfirma MPS entstanden in den Folgejahren einige Platten von unterschiedlicher Qualität, unter anderem das Album Fiddler on the Rock.
Danach wurde es eine Zeit lang still um Harris. Erst in den späten 1970er-Jahren ging er als Mitglied der John-Mayall-Band erneut auf Tournee. Aufgrund seines Drogenmissbrauchs hatte er zunehmend psychische Probleme. Anfang der 1980er Jahre war er in Los Angeles für kurze Zeit Mitglied der experimentellen Rockband „Tupelo Chain Sex“, anschließend ging er noch einmal mit „Don & Dewey“ auf Tournee.
Der seit längerem lungenkranke Musiker wurde am 1. Dezember 1999 in seiner Wohnung im Süden von Los Angeles tot aufgefunden.

## Diskografie

### Soloalben
- Don „Sugarcane“ Harris – 1970
- Keep On Driving – 1971
- Fiddler On The Rock – 1971
- Choice Cuts – 1972
- Sugar Cane’s Got The Blues – 1973
- Cup Full Of Dreams – 1974
- I’m On Your Case – 1974
- Keyzop – 1975
- Flashin' Time – 1976
- Anthology Volume One – 2001

### Mit anderen Musikern
- Sonny Terry&Brownie McGee
- John Mayall "Back to the roots" 1970 (Archiv to eighties 1988 ist CD-Fassung)
- John Lee Hooker: Folk Blues – 1959
- Little Richard: Little Richard is Back – 1964
- Johnny Otis: Cold Shot – 1969
- John Mayall & Bluesbreakers: The Best of John Mayall – 1969
- Frank Zappa: Hot Rats – 1969
- The Mothers of Invention: Burnt Weeny Sandwich – 1970
- The Mothers of Invention: Weasels Ripped My Flesh – 1970
- Frank Zappa: Chunga’s Revenge – 1970
- John Mayall: USA Union – 1970
- Little Richard: Well Alright! – 1970
- Johnny Otis: Cuttin’ Up – The Johnny Otis Show – 1971
- Harvey Mandel: The Snake – 1972
- Pure Food & Drug Act: Choice Cuts – 1972
- New Violin Summit – 1972, mit Jean-Luc Ponty, Michal Urbaniak, Nipso Brantner, Terje Rypdal, Wolfgang Dauner, Robert Wyatt, Neville Whitehead
- Ken Little: Solo – 1973
- Harvey Mandel: Shangrenade – 1973
- John Mayall: Ten Years Are Gone – 1973
- John Lee Hooker: Born In Mississippi – 1973
- Sonny Terry & Brownie McGhee: Sonny & Brownie – 1973
- Frank Zappa: Apostrophe (') – 1974
- Don & Dewey: Don And Dewey – 1974
- Spud: Happy Handful – 1975
- John Mayall: New Year, New Band, New Company – 1975
- John Mayall: Notice To Appear – 1975
- John Mayall: Banquet In Blues – 1976
- Billy Bang: Changing Seasons – 1980
- Tupelo Chain Sex: Ja-Jazz – 1983
- Tupelo Chain Sex: Spot The Difference – 1984
- Don & Dewey: Bim Bam! – 1985
- John Mayall: Archives To Eighties – 1988
- Don & Dewey: Jungle Hop – 1991
- John Mayall: Room To Move (1969–1974) – 1992
- Freddie Roulette: Sweet Funky Steel – 1993
- John Mayall: Cross Country Blues – 1994
- Frank Zappa: The Lost Episodes – 1996[8]